# John Borowski
Pour les articles homonymes, voir Borowski.
John Borowski est un réalisateur, scénariste et producteur américain né à Chicago aux États-Unis.

## Biographie
John Borowski a commencé par réaliser un documentaire sur le tueur en série H. H. Holmes, pour lequel il a reçu deux prix.

## Filmographie partielle
- 2004 : H. H. Holmes: America's First Serial Killer (documentaire)
- 2007 : Albert Fish: In Sin He Found Salvation (documentaire) sur Albert Fish
- 2008 : Panzram (en production)

## Récompenses et distinctions

### Récompenses
- Screamfest Horror Film Festival : H.H. Holmes, Best Horror Documentary (2004)
- Midwest Independent Film Festival : Best Director, H.H. Holmes (2003)